# Pavel Kadeřábek
Pavel Kadeřábek (Praag, 25 april 1992) is een Tsjechisch voetballer die doorgaans speelt als rechtsback. In juli 2025 verruilde hij 1899 Hoffenheim voor Sparta Praag. Kadeřábek debuteerde in 2014 in het Tsjechisch voetbalelftal.

## Clubcarrière
Kadeřábek speelde in de jeugdopleiding van Sparta Praag, waar hij vanaf 2010 tot 2012 vooral bij de beloften speelde. In 2011 werd hij voor een half jaar verhuurd aan FK Viktoria Žižkov, waarvoor hij in elf duels uitkwam. Na zijn terugkeer speelde hij vaker in het eerste elftal. De verdediger maakte zijn debuut op 18 februari 2012, toen met 1–0 werd gewonnen van 1. FC Slovácko. Zijn eerste competitiedoelpunt maakte hij op 15 augustus 2012, toen hij de gelijkmaker scoorde tegen 1. FK Příbram (2–1 winst). Tijdens het seizoen 2012/13 kwam de rechtsback tot vijf doelpunten in de competitie.
Kadeřábek tekende in juni 2015 een contract tot medio 2019 bij 1899 Hoffenheim, dat circa drieënhalf miljoen euro voor hem betaalde aan Sparta Praag. Hij verlengde in juli 2017 zijn contract tot medio 2021 en een jaar later met nog twee seizoenen. In januari 2022 kwamen er opnieuw twee seizoenen bij. Uiteindelijk vertrok Kadeřábek na tien jaar en 287 officiële optredens bij Hoffenheim om met een eenjarige verbintenis terug te keren bij Sparta Praag.

## Clubstatistieken
| Seizoen | Club                 | Competitie   | Competitie | Competitie | Beker | Beker | Internationaal | Internationaal | Totaal | Totaal |
| Seizoen | Club                 | Competitie   | Wed.       | Dlp.       | Wed.  | Dlp.  | Wed.           | Dlp.           | Wed.   | Dlp.   |
| ------- | -------------------- | ------------ | ---------- | ---------- | ----- | ----- | -------------- | -------------- | ------ | ------ |
| 2009/10 | Sparta Praag B       | FNLiga       | 2          | 0          | —     | —     | —              | —              | 2      | 0      |
| 2010/11 | Sparta Praag B       | FNLiga       | 20         | 1          | —     | —     | —              | —              | 20     | 1      |
| 2011/12 | Sparta Praag B       | FNLiga       | 12         | 1          | —     | —     | —              | —              | 12     | 1      |
| 2011/12 | Sparta Praag         | Fortuna liga | 2          | 0          | 1     | 0     | 2              | 0              | 5      | 0      |
| 2011/12 | → FK Viktoria Žižkov | Fortuna liga | 11         | 0          | 1     | 0     | —              | —              | 12     | 0      |
| 2012/13 | Sparta Praag         | Fortuna liga | 19         | 2          | 3     | 2     | 9              | 0              | 31     | 4      |
| 2013/14 | Sparta Praag         | Fortuna liga | 30         | 5          | 7     | 1     | 2              | 0              | 39     | 6      |
| 2014/15 | Sparta Praag         | Fortuna liga | 25         | 3          | 1     | 0     | 12             | 0              | 38     | 3      |
| 2015/16 | 1899 Hoffenheim      | Bundesliga   | 28         | 0          | 0     | 0     | —              | —              | 28     | 0      |
| 2016/17 | 1899 Hoffenheim      | Bundesliga   | 23         | 0          | 0     | 0     | —              | —              | 23     | 0      |
| 2017/18 | 1899 Hoffenheim      | Bundesliga   | 28         | 2          | 1     | 0     | 5              | 1              | 34     | 3      |
| 2018/19 | 1899 Hoffenheim      | Bundesliga   | 29         | 3          | 1     | 1     | 6              | 1              | 36     | 5      |
| 2019/20 | 1899 Hoffenheim      | Bundesliga   | 30         | 2          | 3     | 1     | —              | —              | 33     | 3      |
| 2020/21 | 1899 Hoffenheim      | Bundesliga   | 20         | 0          | 1     | 0     | 2              | 0              | 23     | 0      |
| 2021/22 | 1899 Hoffenheim      | Bundesliga   | 19         | 1          | 0     | 0     | —              | —              | 19     | 1      |
| 2022/23 | 1899 Hoffenheim      | Bundesliga   | 26         | 1          | 2     | 1     | —              | —              | 28     | 2      |
| 2023/24 | 1899 Hoffenheim      | Bundesliga   | 29         | 3          | 1     | 0     | —              | —              | 30     | 3      |
| 2024/25 | 1899 Hoffenheim      | Bundesliga   | 24         | 2          | 2     | 0     | 5              | 0              | 31     | 2      |
| 2025/26 | Sparta Praag         | Fortuna liga | 0          | 0          | 0     | 0     | 0              | 0              | 0      | 0      |
| Totaal  | Totaal               | Totaal       | 377        | 26         | 24    | 6     | 43             | 2              | 444    | 34     |

Bijgewerkt op 9 juli 2025.

## Interlandcarrière
Kadeřábek debuteerde in het Tsjechisch voetbalelftal op 21 mei 2014. Op die dag werd een vriendschappelijke wedstrijd tegen Finland met 2–2 gelijkgespeeld. De verdediger mocht van bondscoach Pavel Vrba in de basis beginnen en hij speelde het gehele duel mee. In de laatste kwalificatiewedstrijd voor het Europees kampioenschap voetbal 2016, waarvoor Tsjechië zich in september plaatste, op 13 oktober 2015 tegen Nederland, maakte Kadeřábek het eerste doelpunt van de wedstrijd (0–1). De wedstrijd eindigde in een 2–3 overwinning voor het Tsjechisch elftal. Met Tsjechië nam hij in 2016 deel aan het Europees kampioenschap voetbal in Frankrijk. Na nederlagen tegen Spanje (0–1) en Turkije (0–2) en een gelijkspel tegen Kroatië (2–2) was Tsjechië uitgeschakeld in de groepsfase.
In mei 2021 werd Kadeřábek door bondscoach Jaroslav Šilhavý opgenomen in de Tsjechische selectie voor het uitgestelde EK 2020. Op het toernooi werd Tsjechië in de kwartfinale uitgeschakeld door Denemarken (1–2). Daarvoor had het in de groepsfase gewonnen van Schotland (0–2), gelijkgespeeld tegen Kroatië (1–1) en verloren van Engeland (0–1). In de achtste finale werd Nederland uitgeschakeld met 0–2. Kadeřábek speelde alleen tegen Nederland. Zijn toenmalige teamgenoten Robert Skov (Denemarken), Stefan Posch, Florian Grillitsch, Christoph Baumgartner (allen Oostenrijk) en Andrej Kramarić (Kroatië) waren ook actief op het EK.
| Interlands van Pavel Kadeřábek voor Tsjechië | Interlands van Pavel Kadeřábek voor Tsjechië | Interlands van Pavel Kadeřábek voor Tsjechië | Interlands van Pavel Kadeřábek voor Tsjechië | Interlands van Pavel Kadeřábek voor Tsjechië | Interlands van Pavel Kadeřábek voor Tsjechië | Interlands van Pavel Kadeřábek voor Tsjechië |
| №                                            | Datum                                        | Wedstrijd                                    | Uitslag                                      | Competitie                                   | Goals                                        |                                              |
| Als speler bij Sparta Praag                  | Als speler bij Sparta Praag                  | Als speler bij Sparta Praag                  | Als speler bij Sparta Praag                  | Als speler bij Sparta Praag                  | Als speler bij Sparta Praag                  | Als speler bij Sparta Praag                  |
| -------------------------------------------- | -------------------------------------------- | -------------------------------------------- | -------------------------------------------- | -------------------------------------------- | -------------------------------------------- | -------------------------------------------- |
| 1                                            | 21 mei 2014                                  | Finland – Tsjechië                           | 2 – 2                                        | Vriendschappelijk                            |                                              |                                              |
| 2                                            | 3 juni 2014                                  | Tsjechië – Oostenrijk                        | 1 – 2                                        | Vriendschappelijk                            |                                              |                                              |
| 3                                            | 3 september 2014                             | Tsjechië – Verenigde Staten                  | 0 – 1                                        | Vriendschappelijk                            |                                              |                                              |
| 4                                            | 9 september 2014                             | Tsjechië – Nederland                         | 2 – 1                                        | EK 2016 kwalificatie                         |                                              |                                              |
| 5                                            | 10 oktober 2014                              | Turkije – Tsjechië                           | 1 – 2                                        | EK 2016 kwalificatie                         |                                              |                                              |
| 6                                            | 13 oktober 2014                              | Kazachstan – Tsjechië                        | 2 – 4                                        | EK 2016 kwalificatie                         |                                              |                                              |
| 7                                            | 16 november 2014                             | Tsjechië – IJsland                           | 2 – 1                                        | EK 2016 kwalificatie                         | 45+1'                                        |                                              |
| 8                                            | 12 juni 2015                                 | IJsland – Tsjechië                           | 2 – 1                                        | EK 2016 kwalificatie                         |                                              |                                              |
| Als speler bij TSG 1899 Hoffenheim           |                                              |                                              |                                              |                                              |                                              |                                              |
| 9                                            | 3 september 2015                             | Tsjechië – Kazachstan                        | 2 – 1                                        | EK 2016 kwalificatie                         |                                              |                                              |
| 10                                           | 6 september 2015                             | Letland – Tsjechië                           | 1 – 2                                        | EK 2016 kwalificatie                         |                                              |                                              |
| 11                                           | 10 oktober 2015                              | Tsjechië – Turkije                           | 0 – 2                                        | EK 2016 kwalificatie                         |                                              |                                              |
| 12                                           | 13 oktober 2015                              | Nederland – Tsjechië                         | 2 – 3                                        | EK 2016 kwalificatie                         | 24'                                          |                                              |
| 13                                           | 13 november 2015                             | Tsjechië – Servië                            | 4 – 1                                        | Vriendschappelijk                            |                                              |                                              |
| 14                                           | 17 november 2015                             | Polen – Tsjechië                             | 3 – 1                                        | Vriendschappelijk                            |                                              |                                              |
| 15                                           | 24 maart 2016                                | Tsjechië – Schotland                         | 0 – 1                                        | Vriendschappelijk                            |                                              |                                              |
| 16                                           | 27 mei 2016                                  | Tsjechië – Malta                             | 6 – 0                                        | Vriendschappelijk                            |                                              |                                              |
| 17                                           | 1 juni 2016                                  | Tsjechië – Rusland                           | 2 – 1                                        | Vriendschappelijk                            |                                              |                                              |
| 18                                           | 5 juni 2016                                  | Tsjechië – Zuid-Korea                        | 1 – 2                                        | Vriendschappelijk                            |                                              |                                              |
| 19                                           | 13 juni 2016                                 | Spanje – Tsjechië                            | 1 – 0                                        | EK 2016                                      |                                              |                                              |
| 20                                           | 17 juni 2016                                 | Tsjechië – Kroatië                           | 2 – 2                                        | EK 2016                                      |                                              |                                              |
| 21                                           | 21 juni 2016                                 | Tsjechië – Turkije                           | 0 – 2                                        | EK 2016                                      |                                              |                                              |
| 22                                           | 31 augustus 2016                             | Tsjechië – Armenië                           | 3 – 0                                        | Vriendschappelijk                            |                                              |                                              |
| 23                                           | 4 september 2016                             | Tsjechië – Noord-Ierland                     | 0 – 0                                        | WK 2018 kwalificatie                         |                                              |                                              |
| 24                                           | 8 oktober 2016                               | Duitsland – Tsjechië                         | 3 – 0                                        | WK 2018 kwalificatie                         |                                              |                                              |
| 25                                           | 11 november 2016                             | Tsjechië – Noorwegen                         | 2 – 1                                        | WK 2018 kwalificatie                         |                                              |                                              |
| 26                                           | 15 november 2016                             | Tsjechië – Denemarken                        | 1 – 1                                        | Vriendschappelijk                            |                                              |                                              |
| 27                                           | 5 juni 2017                                  | België – Tsjechië                            | 2 – 1                                        | Vriendschappelijk                            |                                              |                                              |
| 28                                           | 10 juni 2017                                 | Noorwegen – Tsjechië                         | 1 – 1                                        | WK 2018 kwalificatie                         |                                              |                                              |
| 29                                           | 5 oktober 2017                               | Azerbeidzjan – Tsjechië                      | 1 – 2                                        | WK 2018 kwalificatie                         |                                              |                                              |
| 30                                           | 8 oktober 2017                               | Tsjechië – San Marino                        | 5 – 0                                        | WK 2018 kwalificatie                         |                                              |                                              |
| 31                                           | 23 maart 2018                                | Uruguay – Tsjechië                           | 2 – 0                                        | Vriendschappelijk                            |                                              |                                              |
| 32                                           | 26 maart 2018                                | China – Tsjechië                             | 1 – 4                                        | Vriendschappelijk                            |                                              |                                              |
| 33                                           | 6 september 2018                             | Tsjechië – Oekraïne                          | 1 – 2                                        | Nations League 2018/19                       |                                              |                                              |
| 34                                           | 13 oktober 2018                              | Slowakije – Tsjechië                         | 1 – 2                                        | Nations League 2018/19                       |                                              |                                              |
| 35                                           | 15 november 2018                             | Polen – Tsjechië                             | 0 – 1                                        | Vriendschappelijk                            |                                              |                                              |
| 36                                           | 19 november 2018                             | Tsjechië – Slowakije                         | 1 – 0                                        | Nations League 2018/19                       |                                              |                                              |
| 37                                           | 22 maart 2019                                | Engeland – Tsjechië                          | 5 – 0                                        | EK 2020 kwalificatie                         |                                              |                                              |
| 38                                           | 7 juni 2019                                  | Tsjechië – Bulgarije                         | 2 – 1                                        | EK 2020 kwalificatie                         |                                              |                                              |
| 39                                           | 10 juni 2019                                 | Tsjechië – Montenegro                        | 3 – 0                                        | EK 2020 kwalificatie                         |                                              |                                              |
| 40                                           | 7 september 2019                             | Kosovo – Tsjechië                            | 2 – 1                                        | EK 2020 kwalificatie                         |                                              |                                              |
| 41                                           | 14 november 2019                             | Tsjechië – Kosovo                            | 2 – 1                                        | EK 2020 kwalificatie                         |                                              |                                              |
| 42                                           | 17 november 2019                             | Bulgarije – Tsjechië                         | 1 – 0                                        | EK 2020 kwalificatie                         |                                              |                                              |
| 43                                           | 7 oktober 2020                               | Cyprus – Tsjechië                            | 1 – 2                                        | Vriendschappelijk                            |                                              |                                              |
| 44                                           | 11 oktober 2020                              | Israël – Tsjechië                            | 1 – 2                                        | Nations League 2020/21                       |                                              |                                              |
| 45                                           | 14 oktober 2020                              | Schotland – Tsjechië                         | 1 – 0                                        | Nations League 2020/21                       |                                              |                                              |
| 46                                           | 24 maart 2021                                | Estland – Tsjechië                           | 2 – 6                                        | WK 2022 kwalificatie                         |                                              |                                              |
| 47                                           | 30 maart 2021                                | Wales – Tsjechië                             | 1 – 0                                        | WK 2022 kwalificatie                         |                                              |                                              |
| 48                                           | 27 juni 2021                                 | Nederland – Tsjechië                         | 0 – 2                                        | EK 2020                                      |                                              |                                              |

Bijgewerkt op 9 juli 2025.

## Erelijst
| Gambrinus liga    | 1 | 2013/14 |
| Pohár České pošty | 1 | 2013/14 |
| Superpohár FAČR   | 1 | 2014    |